# Sieberath
Sieberath is een plaats in de Duitse gemeente Hellenthal, deelstaat Noordrijn-Westfalen, en telt 99 inwoners (2006).